# ウズベキスタンの音楽
ウズベキスタンの音楽は国が形成される過程に大きな影響を受けている。ウズベキスタンの音楽は中東の音楽に共通点があり、複雑なリズムと拍子が特徴として挙げられる。ウズベキスタンにおける音楽の歴史は古く、歴史的な経緯から様々なスタイルの音楽や楽器が入り込んできたため、ウズベキスタンは中央アジアにおいて最も音楽的に多様性のある国と考えられている。

## 伝統音楽
ウズベキスタンは長く豊かな音楽の歴史を持つ。
中央アジアの伝統音楽であるシャシュマカームは16世紀にブハラやサマルカンドといった都市で創始されたものと考えられている。「シャシュマカーム」という語は「6つのマカーム」を意味し、6つの異なる旋法を用いたペルシア伝統音楽に似た音楽構造となっている。スーフィズム詩人が吟じる間は音楽が中断される。詩吟は通常低音域から始まり終盤に向けて次第に高音域へと上がり、再び最初の低音域へと下がるスタイルを取る。
19世紀にトルキスタンがロシア帝国に占領されトルキスタン総督府が置かれると、トルキスタンの音楽を録音する試みが行われた。ロシアの音楽家はトルキスタンに記譜法を導入することでこの音楽を保存する助けを行った。
1950年代、ソビエト連邦によりラジオ局に伝統音楽禁止令が出されたことでウズベク人の民族音楽はさほど人気がなくなっていった。しかしこの禁止令で民族音楽が廃れたわけではなく、禁止令下においても民族音楽を演奏する音楽グループは活動を続け、個人の間で広まっていった。
1991年にウズベキスタンがソビエト連邦から独立を果たすと、ウズベキスタンの伝統音楽に対する関心が高まり、ウズベキスタンのテレビやラジオ局では伝統音楽を放送するようになった。
ウズベキスタンの国民的な歌手であるトゥルグン・アリマトフはシャシュマカームを研究した初の音楽民族学者であり、ウズベキスタンの伝統音楽作曲家であり、タンブール、ドゥタールサト演奏者である。彼の絶大な人気はウズベキスタンにとどまらず、彼の演奏や作曲の秀逸さは世界に広く知られるものとなっている。彼の作曲した有名曲としては「Segah」、「Chorgoh」、「Buzruk」、「Navo」、「Tanovar」などがある。彼のイメージは国歌の威信と結びついており世界においてウズベキスタン伝統音楽の象徴的な存在とされている 。
有名なウズベキスタンの作曲家としては他にムハンマドジャン・ミルザエフがいる。彼の作曲した有名な曲としては「Bahor valsi」 (春のワルツ)や「Sarvinoz」がある。「Bahor valsi」は毎年春にウズベキスタンのテレビやラジオ局で流される曲である。
現在、シェラリ・ジュラエフはウズベキスタンの伝統音楽において最も有名で影響力のある歌手と考えられている。しかし、彼はウズベキスタン政府から好意的に受け止められておらず、政府は2002年以降彼のすべてのウズベキスタンのテレビ放送を含む公共の場における演奏を禁止している。彼は現在大衆の要望に応えてウズベキスタンの結婚式や他国で演奏を続けている。
近年では、ユルドゥス・ウスマノヴァやセヴァラ・ナザルハンが伝統音楽に現代的なリズムや管弦楽法を取り入れることで世界的にも注目されるようになった。2000年代後半にはアザドベク・ナザルベコフが伝統音楽に現代音楽を組み合わせた曲を歌う歌手として登場した。

## 現代音楽

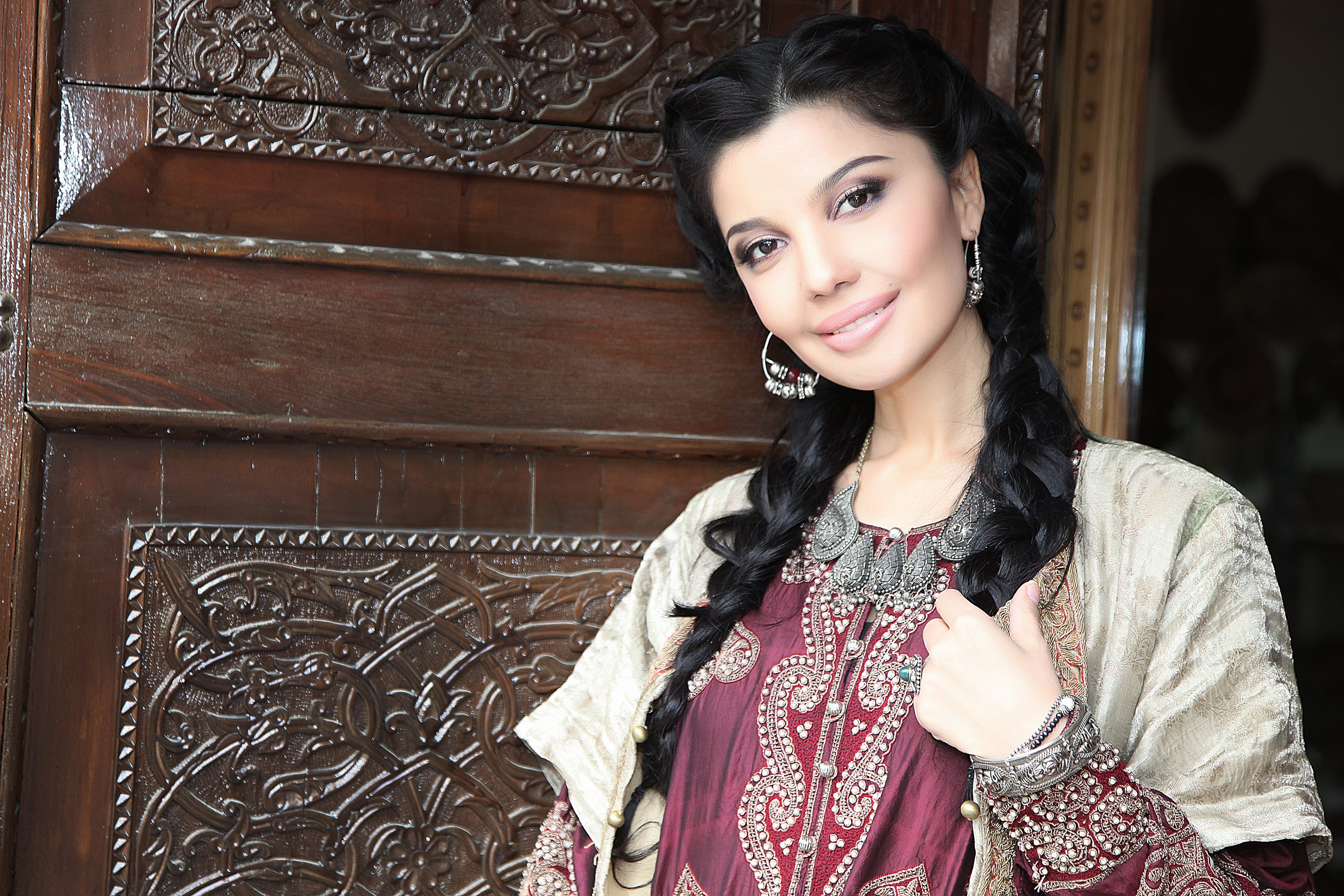
シャフゾーダ

フォークソングやポップ、ロックを含むポップミュージックは、1990年代前半から特に人気が出るようになった。ウズベキスタンのポップミュージックは発展を遂げ、現在ではポップミュージックはウズベキスタンのテレビ局やラジオ局で流される主流音楽となっている。
シャフゾーダやソグディアナ・フェドリンスカヤ (ソグディアナの名で知られる) といった多くのウズベキスタンの歌手は国内における商業的な成功にとどまらずカザフスタンやロシア、タジキスタンといったCIS諸国へも進出している。
現在、ウズベキスタンにおいてロックはポップミュージックほどの人気は博していない。ダフラーン・ガイポフがウズベキスタンのロック音楽業界に貢献し最も影響力のあるロックンロール歌手と考えられている。彼はポップ・ロックバンドボララルの成功において大きなインパクトを残した。2000年代前半にサハールが登場してこれに続いた。
ラップはウズベキスタンの低年齢層において人気が出てきている。シャフルフやシャフルヤールといったラッパーは2000年代に若者の間で非常に人気が出た。しかし、ウズベキスタン政府はラップに対する検閲を行うようになった。ラップのようなジャンルの音楽はウズベキスタンの音楽文化に合わないとウズベキスタン政府が判断したことがこの検閲の要因と考えられている。

## ミュージシャン
有名なウズベキスタンのミュージシャン
- アブドゥルハシム・イスマイロフ（英語版）
- アリ・ババハノフ（英語版）
- ファフリディン・ウマロフ（英語版）
- ローラ・アスタノヴァ（英語版）
- ムハンマドジャン・ミルザエフ（英語版）
- トゥルグン・アリマトフ（英語版）

## アーティスト・バンド

### ウズベキスタンのアーティスト

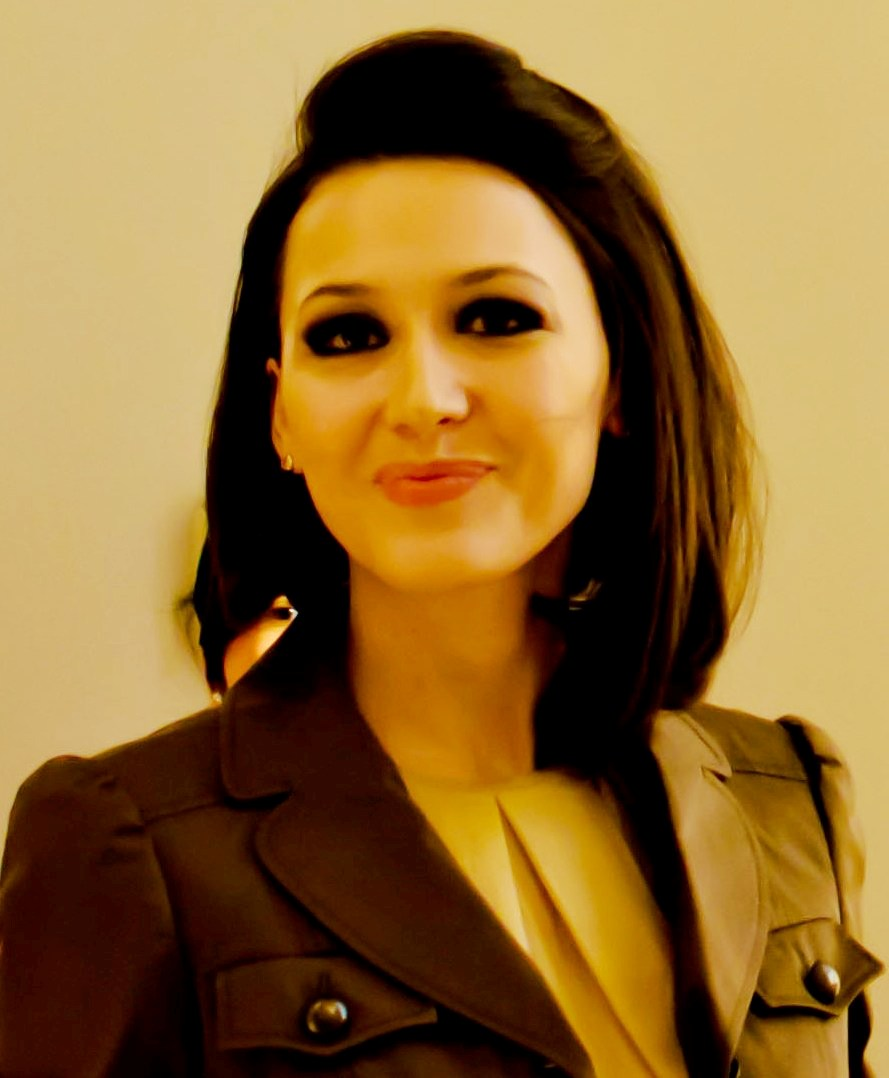
ローラ・ユルダシェヴァ

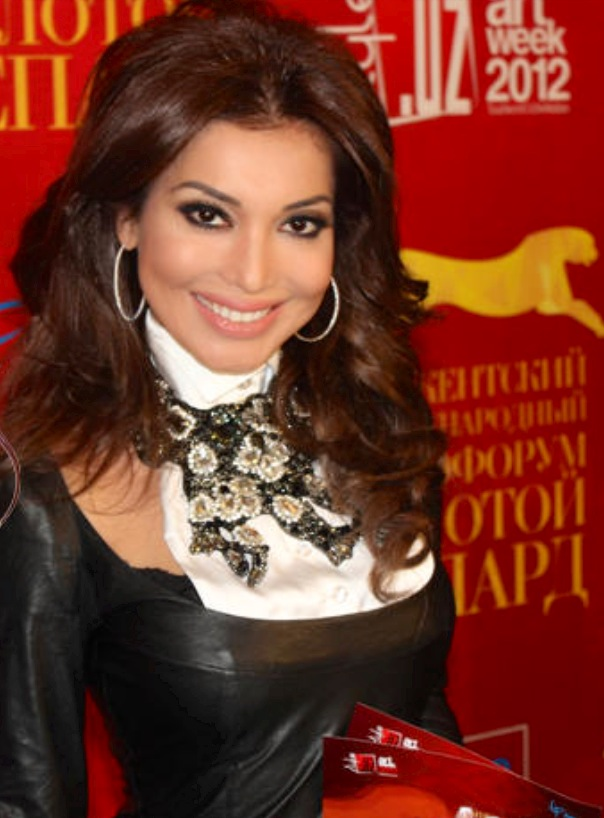
ライハン・ガニイェヴァ

- アリシェル・ウザコフ（英語版）
- アンヴァール・サナエフ（英語版）
- アンヴァール・ガニエフ（英語版）
- アフルーズ（英語版）
- アズィーザ・ニヤズメトヴァ（英語版）
- バティール・ザキロフ（英語版）
- ダフラーン・ガイポフ（英語版）
- ディネイラ（英語版）
- DJピリグリム（英語版）
- フェルーザ・ジュマニヤゾヴァ（英語版）
- イラダ・ディルラーズ（英語版）
- カマリディン・ラヒモフ（英語版）
- クムシュ・ラザコヴァ（英語版）
- ラリサ・モスカレヴァ（英語版）
- ローラ・ユルダシェヴァ（英語版）
- マンズーラ（英語版）
- マフルーダ・アサルフジャエヴァ（英語版）
- ムナジャト・ユルチエヴァ（英語版）
- アルティク・アタジャノフ（英語版）
- アザダ・ヌルサイドヴァ（英語版）
- アザドベク・ナザルベコフ（英語版）
- ラフシャン・サビロフ（英語版）
- ライハン・ガニイェヴァ（英語版）
- セヴァラ・ナザルハン
- シャフリゾーダ（英語版）
- シャフゾーダ（英語版）
- シェラリ・ジュラエフ（英語版）
- シャイスタ・ムラジャノヴァ（英語版）
- シャフルフハン（英語版）
- シャフルフ（英語版）
- シトラ・ファルマノヴァ（英語版）
- ソグディアナ・フェドリンスカヤ
- タヒル・サディコフ（英語版）
- ユルドゥス・ウスマノヴァ
- ズィヤダ・カビロヴァ（英語版）
- ANoRA

### ウズベキスタンのバンド
- アッバース（英語版）
- ボジャラル（英語版）
- ボララル
- ダド（英語版）
- アイベク・ヴァ・ニガラ（英語版）
- サハール（英語版）
- セタラ（英語版）
- ヤッラ

## クラシック音楽分野の作曲者
- ドミトリー・ヤノフ＝ヤノフスキー (Dmitri Yanov-Yanovsky)
- ファリフ・ヤノフ＝ヤノフスキー (Felix Yanov-Yanovsky)
- ミルサディク・タジイェフ (Mirsadyk Tajiyev)
- ムタヴァッキル・ブルハノフ (Mutavakkil Burkhanov)
- ポリーナ・メドユルヤノヴァ (Polina Medyulyanova)

## 楽器

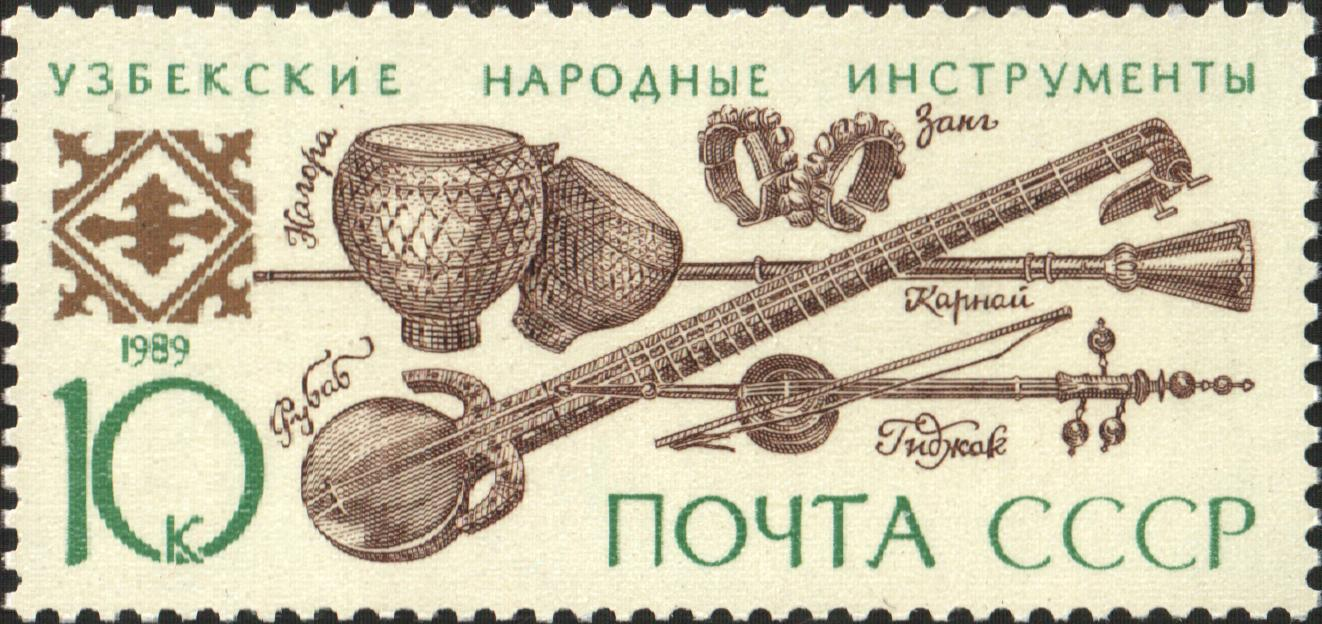
ウズベキスタンの楽器を描いたソビエト連邦時代の切手

ウズベキスタンでは多くの種類の楽器が発見されている。伝統楽器には以下のようなものがある。

### 弦楽器
- ドゥタール（英語版） (リュートに似た楽器)
- ルバーブ（英語版） (リュートに似た楽器)
- タンブール (リュートに似た楽器)
- タール (リュートに似た楽器)
- ウード (リュートに似た楽器)
- ギジャク (ヴァイオリンに似た擦弦楽器)
- チャング (打弦楽器)

### 吹奏楽器
- カルナイ（英語版） (トランペットに似た楽器)
- ナーイ (笛)
- クシュナイ (クラリネットに似た楽器)
- スルナイ (オーボエに似た楽器)

### 打楽器
- ダーイラ（英語版） (タンバリンに似た楽器)
- ダヴール (ドラム)
- ナガラ (棒で叩いて音を出す小型の太鼓)
- カシク (バチ)
- ザング (ブレスレット)